# Kathleen Howard
Kathleen Howard (New York, 27 luglio 1884 – New York, 15 aprile 1956) è stata una cantante, scrittrice e attrice canadese naturalizzata statunitense.

## Biografia
Kathleen Howard nacque a Clifton Hill, Niagara Falls, Ontario, Canada il 27 luglio 1884.
Nel 1906 iniziò la sua carriera nell'opera in Germania. Dopo otto anni di canto a Berlino, si esibì in Belgio, Inghilterra, Germania, Olanda e Scandinavia. Arrivò in America nel 1913 e si unì al Metropolitan Opera nel 1916. Rimase un'artista di punta del Met fino al 1928, interpretando ruoli principali e secondari,tra i quali il personaggio di Zita in Gianni Schicchi di Giacomo Puccini al Metropolitan Opera nel 1918. Fino alla prima guerra mondiale fece parte del sistema di repertorio dei teatri d'opera di Metz e Darmstadt.
A partire dal 1918, per quattro anni, Howard fu il fashion editor della rivista Harper's Bazaar e anche presidente di Fashion Group International. Si dimise per iniziare a recitare nei film. Il suo debutto cinematografico avvenne in La morte in vacanza (1934). Interpretò Amelia, la fastidiosa e bisbetica moglie di W. C. Fields in Che bel regalo (1934), e apparve in altri due film di Fields: Mi stai dicendo! (1934) e Man on the Flying Trapeze (1935).
Howard morì a Hollywood il 15 aprile 1956, all'età di 71 anni, dopo una lunga malattia. È sepolta nel cimitero di Forest Lawn a Buffalo, New York.

### Post morte
Kathleen Howard non fece molte registrazioni di opere durante l'era acustica come fecero le sue contemporanee Geraldine Farrar e Mary Garden, e quindi non era così conosciuta. Le sue poche registrazioni erano dischi a taglio verticale per la Edison Records, riproducibili solo su Edison Disc Phonographs; e per la filiale americana di Pathé Frères nel 1918, che ebbe una distribuzione limitata. Tra loro ci sono l'arrangiamento dello spiritual "Deep River" di Harry Burleigh, aria da Faust di Charles Gounod, Il trovatore (in inglese) di Giuseppe Verdi, e la "Barcarola" da I racconti di Hoffmann  di Jacques Offenbach con Claudia Muzio (in francese).

## Filmografia
- La morte in vacanza (Death Takes a Holiday) (1934)
- You're Telling Me! (1934)
- One More River (1934)
- Once to Every Bachelor (1934)
- Lady by Choice (1934)
- Che bel regalo (It's a Gift) (1934)
- Man on the Flying Trapeze (anche The Memory Expert) (1935)
- Stolen Holiday (1937)
- The Hit Parade (1937)
- When G-Men Step In )1938)
- L'ultima recita (Letter of Introduction) (1938)
- Crime Takes a Holiday (1938)
- Le tre ragazze in gamba crescono (Three Smart Girls Grow Up) (1939)
- Rio (1939)
- Little Accident (1939)
- First Love (1939)
- Outside the Three-Mile Limit (1940)
- Mystery Sea Raider (1940)
- Non siamo più bambini (Young People) (1940)
- Five Little Peppers in Trouble (1940)
- One Night in the Tropics (1940)
- A Girl, a Guy and a Gob (1941)
- Sweetheart of the Campus (1941)
- Fiori nella polvere (Blossoms in the Dust) (1941)
- Miss Polly (1941)
- Colpo di fulmine (Ball of Fire) (1941)
- Segretario a mezzanotte (Take a Letter, Darling) (1942)
- The Mad Martindales (1942)
- Lady in a Jam (1942)
- Il magnifico fannullone (The Magnificent Dope) (1942)
- Non sei mai stata così bella (You Were Never Lovelier) (1942)
- Agguato sul fondo (Crash Dive) (1943)
- My Kingdom for a Cook (1943)
- Swing Out the Blues (1943)
- Reckless Age (1944)
- Vertigine (Laura) (1944)
- Eadie Was a Lady (1945)
- Shady Lady (1945)
- Snafu (1945)
- Miss Susie Slagle's (1946)
- Mysterious Intruder (1946)
- Bellezze rivali (Centennial Summer) (1946)
- Danger Woman (1946)
- Cross My Heart (1947)
- Schiavo del passato (The Late George Apley) (1947)
- Cinzia (Cynthia) (1947)
- The Hal Roach Comedy Carnival (1947)
- La sposa ribelle (The Bride Goes Wild) (1948)
- L'urlo della città (Cry of the City) (1948)
- The Petty Girl (1950)
- La seduttrice (Born to Be Bad) (1950)

### Televisione
- The Bigelow Theatre - serie TV, un episodio (1951)